# Nâm Nung
Nâm Nung là một xã thuộc huyện Krông Nô, tỉnh Đắk Nông, Việt Nam.

## Địa lý
Xã Nâm Nung nằm ở phía nam huyện Krông Nô, có vị trí địa lý:
- Phía đông giáp xã Nâm N'Đir
- Phía tây giáp xã Tân Thành và huyện Đắk Song
- Phía nam giáp xã Nâm N'Đir và huyện Đắk Song
- Phía bắc giáp các xã Tân Thành và Đắk Drô.

Xã có diện tích 104.82 km², dân số năm 2020 là 8.261 người, mật độ dân số đạt 78 người/km².

## Lịch sử
Địa bàn xã Nâm Nung trước đây là một phần xã Nam Nung thuộc huyện Đắk Mil.
Ngày 17 tháng 1 năm 1984, Hội đồng Bộ trưởng ban hành Quyết định 13-HĐBT. Theo đó, chia xã Nam Nung thành hai xã Nam Nung và Đắk Rồ.
Ngày 9 tháng 11 năm 1987, huyện Krông Nô được thành lập, xã Nam Nung chuyển sang trực thuộc huyện Krông Nô.
Ngày 29 tháng 8 năm 2003, Chính phủ ban hành Nghị định 100/2003/NĐ-CP. Theo đó, thành lập xã Nâm N'Đir
trên cơ sở 14.409 ha diện tích tự nhiên và 5.154 người của xã Nam Nung.
Sau khi điều chỉnh địa giới hành chính, xã Nam Nung còn lại 7.726 ha diện tích tự nhiên, 3.586 người và được đổi tên thành xã Nâm Nung.
Xã Nâm Nung đã được công nhận là xã An toàn khu theo Quyết định số 798/QĐ-TTg của Thủ tướng chính phủ về Công nhận xã An toàn khu tại tỉnh Đắkk Nông ngày 27 tháng 6 năm 2019.